# Rannaleitung

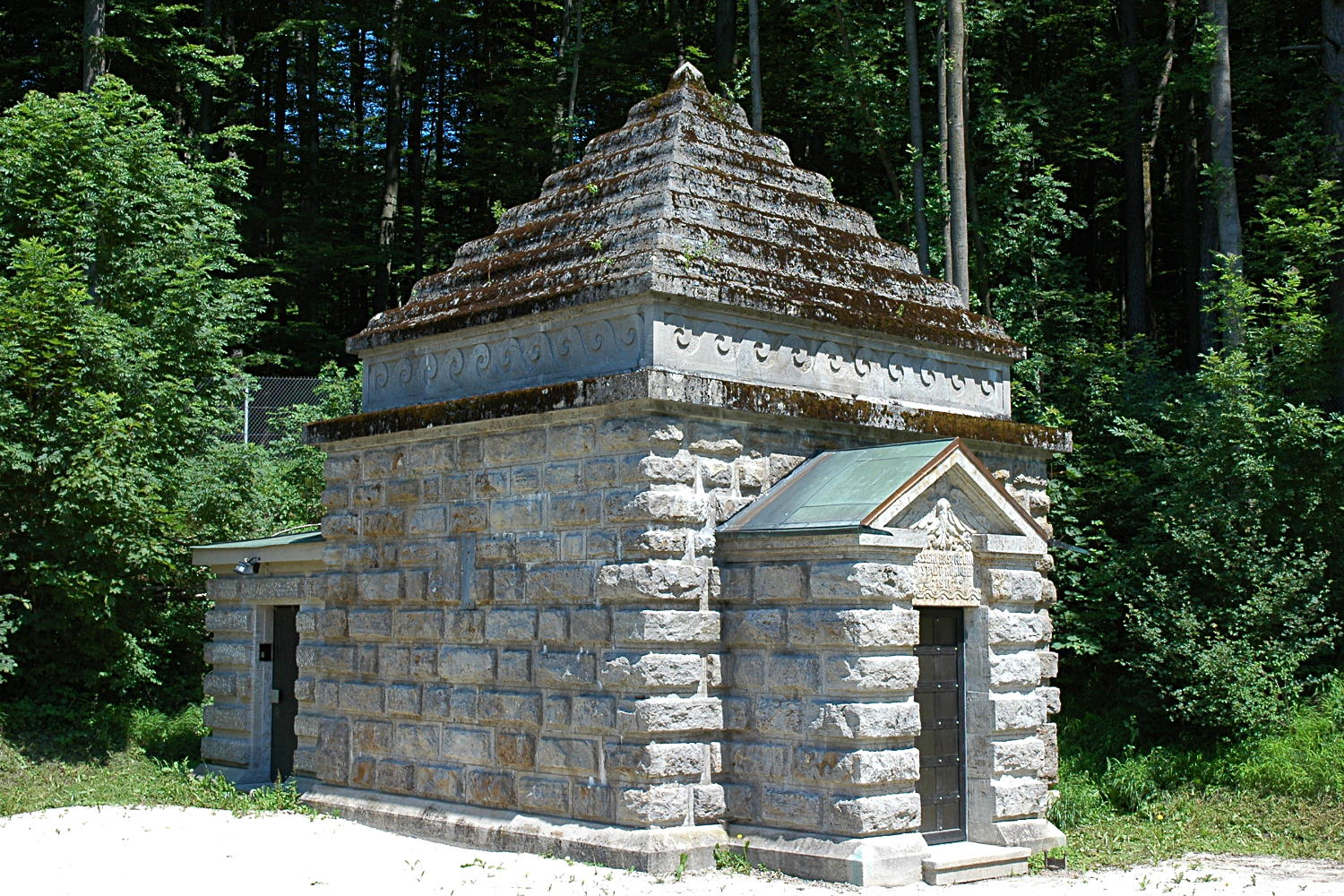
Jugendstilhäuschen über dem Ausgang des Viehbergstollens (2007)

Die Rannaleitung ist eine 45 Kilometer lange Trinkwasserleitung, die zur Wasserversorgung der Stadt Nürnberg dient.

## Trinkwasserversorgung der Stadt Nürnberg
Die Trinkwasserversorgung in der Stadt Nürnberg wurde 1856 in die Verantwortung der Stadt übernommen. Vorher gab es etwa 1200 Brunnen in der Stadt, die nicht immer gute Qualität lieferten. Die Folge war 1854 eine Cholera-Epidemie. Das erste kommunale Wasserwerk war die Schwabenmühle. Zwischen 1885 und 1896 gingen die heute noch bestehenden Wassergewinnungsanlagen in Ursprung bei Fuchsmühle (nahe Brunn) und Krämersweiher sowie in Erlenstegen an das Netz. Der steigende Wasserbedarf in der Stadt war bedingt durch die Tatsache, dass sich die Bevölkerung Nürnbergs zwischen 1800 und 1899 durch die zunehmende Industrialisierung verzehnfacht hatte.

## Bau der Leitung
Mit Hilfe dieser Wasserleitung, deren Bau im April 1905 begann, fließt ein Großteil des in Nürnberg benötigten Trinkwassers im freien Gefälle, ohne eine einzige Pumpe, vom Quellwasserwerk bei Ranna, einem Stadtteil von Auerbach in der Oberpfalz, in gusseisernen Röhren und mehreren Stollen nach Nürnberg. Die Leitung wurde am 18. Juli 1912 durch Oberbürgermeister Georg Ritter von Schuh in Betrieb genommen. Die Kosten für das sieben Jahre dauernde Bauprojekt beliefen sich auf 9,5 Millionen Goldmark. Aktuell fließen rund 350 Liter Trinkwasser pro Sekunde durch die Leitung. Die Quellfassung Ranna I ist eine der größten Deutschlands mit natürlichem Auslauf.
600 Bauarbeiter mit 20 Aufsehern, fünf Bauführern und drei Ingenieuren bewegten für den Bau der Quellfassung 75.000 Kubikmeter Erde sowie 17.000 Kubikmeter Dolomitstein und -schotter. Mit der Inbetriebnahme standen der Stadt Nürnberg 72.000 Kubikmeter Wasser pro Tag zur Verfügung. Diese Menge reichte später nicht mehr (1928 wurden erstmals mehr als 100.000 Kubikmeter Wasser verbraucht), so dass eine weitere Quellfassung, Ranna II, notwendig wurde. Diese wurde 1934 dem Betrieb übergeben.
Die Leitung führt durch sechs Bergstollen, durchquert dreimal den Bahndamm der Strecke Nürnberg–Pegnitz und kreuzt sechsmal unterirdisch die Pegnitz. Einer dieser Stollen ist der 2495 Meter lange Viehbergstollen, der unter dem Stadtteil Großviehberg der Stadt Hersbruck hindurchführt. Auf dieser Strecke hat der Stollen ein Gefälle von 80 Zentimetern, er ist 177 Zentimeter hoch und 154 Zentimeter breit und besitzt eine 50 Zentimeter dicke Betonwand. Im westlichen Teil ist zudem eine 500 Meter lange Sickerwasserleitung verlegt, um Schäden durch das schwefelhaltige Sickerwasser aus dem Berg zu vermeiden.
Am westlichen Stollenausgang bei Kühnhofen steht ein Kalksteinhäuschen mit Jugendstilornamenten.
Fast die gesamte Grauguss-Leitung liegt im Jahr 2012, 100 Jahre nach ihrer Inbetriebnahme, noch original im Boden. Sie wurde nur an wenigen Stellen durch Stahlrohre ersetzt. Alle zehn Jahre werden die Grauguss-Rohre mit einer Wandstärke von 2,5 Zentimeter metallurgisch untersucht. Bis heute weisen sie einen sehr guten Zustand auf. Laut Expertenmeinung können sie noch weitere 100 Jahre halten.
Bisher gab es nur eine massive Störung: Bei der Wasserkatastrophe von Nürnberg am 7. Juni 1950 sorgte ein vierfacher Leitungsbruch bei Lauf, Rückersdorf, Behringersdorf und Wetzendorf eine Woche lang für Wasserknappheit. Die anderen Gebiete der Nürnberger Wassergewinnung konnten den Bedarf nicht auffangen, so dass mit Wasserwagen der Engpass in Grenzen gehalten werden musste. Man hatte zur Erhöhung der Transportkapazität ein Pumpwerk eingebaut, das man aber ohne Probelauf in Betrieb nahm und die Graugussleitungen den erhöhten Druck nicht aushielten.
Im Oktober 2012 wurde durch einen vier Meter langen Riss in der Gussleitung die Bundesstraße 14 bei Rückersdorf komplett unterspült. Die Straße sowie die Trinkwasserleitung mussten für mehrere Tage gesperrt werden.